# Scuola media Rinoceronte Volante
Scuola media Rinoceronte Volante (Flying Rhino Junior High) è una serie animata prodotta da Neurones Animation, Nelvana Scottish Television Enterprises nel 1998 e trasmesso negli Stati Uniti su CBS e in Italia su Rai 3 e Cartoon Network.

## Trama
La serie ruota attorno a quattro bambini: Billy O' Toole, Marcus Snarkis, Ruby Snarkis e Lydia Lopez, che frequentano la scuola media "Rinoceronte volante". I loro principali antagonisti sono Earl P. Sidebottom (noto anche come "Il Fantasma") e il suo ratto aiutante, Ratticus. Earl è un ex-ragazzo genio che, venti anni prima dell'inizio della serie, ha preso un'insufficienza in economia domestica e si è ritirato nel locale caldaia nel seminterrato della scuola per la vergogna. Lì, ha costruito un supercomputer in grado di alterare la realtà, che usa per provocare il caos nella scuola come vendetta, lasciando che sia il gruppo principale a fermarlo.

## Personaggi
- Marcus Snarkis: È il genio del gruppo, usa il suo mini computer portatile "Megamind" per contrastare i piani malvagi del Fantasma. Ruby è sua sorella maggiore.

- Ruby Snarkis: Sorella maggiore di Marcos. Ruby è una ragazza molto vanitosa che la maggior parte delle volte viene vista portare con sé uno specchio. Nonostante sia capricciosa, si preoccupa sempre per i suoi amici e il fratello. Sogna di fare l'attrice.

- Lydia López: È una ragazza dai capelli rossi che indossa un grande apparecchio dentale e quella che, insieme a Marcus, fornisce la maggior parte delle idee al gruppo.

- Billy O'Toole: È un ragazzo che porta sempre con sé un berretto rosso, è il migliore amico di Marcus ed è un appassionato di videogiochi e sport.

- Fred Spurtz: Un bambino goloso dai gusti e dall'igiene altamente discutibili che di solito è una delle principali fonti umoristiche della serie. Normalmente frequenta il gruppo principale di personaggi.

- Johnny Descunk e Rod: Due amici prepotenti, un po' lenti e sprovveduti che finiscono per cacciarsi nei guai. Vengono spesso chiamati nell'ufficio del preside Mulligan, a volte senza motivo.

- Bufford: Il bidello della scuola, è un maiale antropomorfo. Nasconde molte cose agli altri studenti e al personale della scuola, incluso il fatto che ha prestato servizio in varie organizzazioni governative segrete come la CIA. Serve come consigliere e alleato per i ragazzi ogni volta che hanno dei problemi.

- Miss Snodgrass: Insegnante dei ragazzi. È molto gentile con i suoi studenti e si assicura che rispettino sempre le regole. Usa spesso gli incidenti del Fantasma per insegnare meglio in classe.

- Preside Mulligan Preside della scuola, è un rinoceronte antropomorfo. Incompetente, ma rispettabile e di buon cuore, spesso finisce per non rendersi conto delle strane cose che accadono nella sua scuola. Insiste nel negare l'esistenza del Fantasma.

- Earl P. Sidebottom/il Fantasma: Ex-studente prodigio che vive isolato nel locale caldaia della scuola dopo essere stato umiliato in passato da un brutto voto in falegnameria che ha rovinato la sua eccellenza accademica. Ha costruito un gigantesco supercomputer in grado di alterare la realtà e che, a seconda del tema di ogni episodio, può alterare l'aspetto della scuola. La sua personalità è quella di un genio del male; tuttavia, mostra spesso un lato infantile. Di solito i suoi attacchi contro la scuola sono causati da offese al suo ego. Tuttavia, la maggior parte dei piani di Earl normalmente falliscono principalmente grazie ai bambini, e per lo più finiscono con la distruzione del computer.

- Ratticus: Ratto antropomorfo che vive con Earl, e che funge da suo assistente dopo questi gli ha donato la capacità di parlare, apparentemente solo perché aveva bisogno di compagnia. Ratticus è solitamente un po' ingenuo e goffo nell'aiutare il suo padrone poiché nella maggior parte degli episodi rovina i suoi piani.

## Episodi

### 1ª stagione
1. Prehysterical (Pilot)
2. Phantu's Curse
3. Underwaterworld
4. Solar Flexus
5. Frankensidebottom
6. Comicbook Chaos
7. A Star is Boring
8. Inverted and Unglued
9. The Game
10. Quit Buggin' Me
11. Phantom Christmas
12. Weather Waterloo
13. Pal 9000

### 2ª stagione
1. Live and Let Spy
2. Wag the Rat
3. It's Greek to Me
4. Yo Ho Ho and the Phantom's a Bum
5. Junior High Noon
6. Out of Time
7. Career Day
8. Daredevil O'Toole
9. Raging Rubbish
10. Better Safe than Sorry
11. Phantomatic Voyage
12. All Green Thumbs
13. Seeing Double